# Marmorkirken

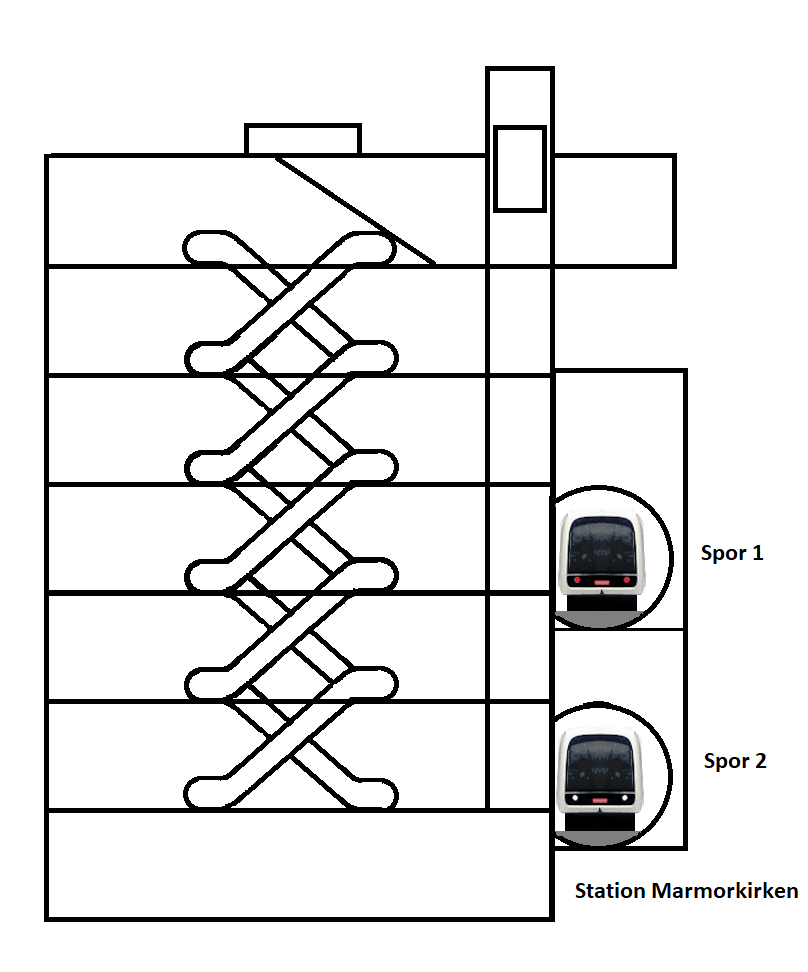
Dwarsdoorsnede van Marmorkirken

Marmorkirken is een ondergronds metrostation in de Deense hoofdstad Kopenhagen dat op 29 september 2019 werd geopend. Het metrostation ligt bij de Frederikskerk en dankt zijn naam aan de bijnaam Marmorkirken van die kerk, "de marmeren kerk".
Het station is onderdeel van Cityringen, de ringvormige metrolijn die tussen 2009 en 2019 is aangelegd. Het ligt in tariefzone 1 en wordt bediend door lijn M3. Sinds 28 maart 2020 doet ook lijn M4 Marmorkirken aan. Het metrobedrijf verwacht rond de 10.000 reizigers per dag.
De bouwplaats werd in 2009 bouwrijp gemaakt door het verleggen van kabels en leidingen. Hierop volgde archeologisch onderzoek en in 2011 begon het graven van de 40 meter diepe bouwput.
Het station is niet gebouwd volgens het standaardontwerp voor ondergrondse stations van de Kopenhagense metro. Als enige metrostation in Kopenhagen heeft het perrons die boven in plaats van naast elkaar liggen, in verband met de beschikbare ruimte tussen de kerk en de gebouwen aan het plein. De tunnelbuizen liggen onder het plein rond de Frederikskerk voor de westgevel, de liften liggen aan de uiteinden van de perrons en komen bovengronds in de zuidwestelijke en noordwestelijke hoeken van het plein. Beide hoeken hebben een ondergrondse fietsenstalling boven de tunnelbuizen, die ondergronds met de verdeelhal zijn verbonden.
Het roltrappenhuis ligt onder het pleintje tussen het plein rond de Frederikskerk en de Store Kongensgade aan de westkant. De roltrappen liggen haaks op de metrotunnels en verbinden de verdeelhal met spoor 1 richting Østerport op niveau -4 en spoor 2 richting Kongens Nytorv op niveau -6. De verdeelhal is met vaste trappen rechtstreeks met de straat verbonden. Deze trappen komen uit op de Store Kongensgade en hebben een extra trede om te voorkomen dat regenwater het station kan binnenlopen.       
København H   · Rådhuspladsen · Gammel Strand · Kongens Nytorv · Marmorkirken · Østerport   · Trianglen · Poul Henningsens Plads · Vibenshus Runddel · Skjolds Plads · Nørrebro  · Nørrebros Runddel · Nuuks Plads · Aksel Møllers Have · Frederiksberg · Frederiksberg Allé · Enghave Plads · København H →
København Syd  · Mozarts Plads · Sluseholmen · Enghave Brygge · Havneholmen · København H   · Rådhuspladsen · Gammel Strand · Kongens Nytorv · Marmorkirken · Østerport   · Nordhavn  · Orientkaj